# Bernt Evens
Bernt Evens (Neerpelt, 9 november 1978) is een Belgisch voormalig voetballer die doorgaans als verdediger speelde, meestal als linksachter.

## Carrière
Evens is een jeugdproduct van Lindelhoeven VV, waar Lommel SK hem op 11-jarige leeftijd weghaalde. Twee jaar later verhuisde hij naar
PSV Eindhoven. In 1997 haalde KRC Genk hem naar België terug. Van 1998 tot 2000 werd hij uitgeleend aan toenmalig tweedeklasser Maasland Maasmechelen. In 2000 werd hij getransfereerd naar Antwerp FC, waar hij vijf seizoenen in de basis stond. Evens stond in 2005 in de belangstelling van veel clubs maar hij verkoos KVC Westerlo boven de andere gegadigden. Evens speelde drie seizoenen voor Westerlo. In het seizoen 2008-2009 speelde Evens voor Club Brugge, waar hij een driejarig contract tekende maar op het einde van het seizoen weg mocht. Op 24 juni 2009 tekende Evens een driejarig contract met Cercle Brugge.

## Persoonlijk leven
Op 1 juli 2011 verongelukte Jelle, zijn enige broer bij een auto-ongeluk.
In 2013 hing Evens zijn voetbalschoenen aan de haak en ging hij bij Cercle Brugge aan de slag als accountmanager.

## Statistieken
| seizoen | club          | land   | competitie         | weds | goals |
| ------- | ------------- | ------ | ------------------ | ---- | ----- |
| 1998/99 | Maasland      | België | Tweede Klasse      | 30   | 2     |
| 1999/00 | Maasland      | België | Tweede Klasse      | 33   | 1     |
| 2000/01 | Antwerp FC    | België | Jupiler Pro League | 33   | 0     |
| 2001/02 | Antwerp FC    | België | Jupiler Pro League | 33   | 1     |
| 2002/03 | Antwerp FC    | België | Jupiler Pro League | 27   | 2     |
| 2003/04 | Antwerp FC    | België | Jupiler Pro League | 32   | 1     |
| 2004/05 | Antwerp FC    | België | Exqi League        | 29   | 1     |
| 2005/06 | KVC Westerlo  | België | Jupiler Pro League | 28   | 2     |
| 2006/07 | KVC Westerlo  | België | Jupiler Pro League | 32   | 0     |
| 2007/08 | KVC Westerlo  | België | Jupiler Pro League | 25   | 2     |
| 2008/09 | Club Brugge   | België | Jupiler Pro League | 18   | 0     |
| 2009/10 | Cercle Brugge | België | Jupiler Pro League | 26   | 3     |
| 2009/10 | Cercle Brugge | België | Play-Off II A      | 6    | 0     |
| 2010/11 | Cercle Brugge | België | Jupiler Pro League | 37   | 4     |
| 2011/12 | Cercle Brugge | België | Jupiler Pro League | 39   | 1     |
| 2012/13 | Cercle Brugge | België | Jupiler Pro League | 32   | 2     |
|         |               |        | Totaal             | 460  | 22    |